# 非洲隼雕

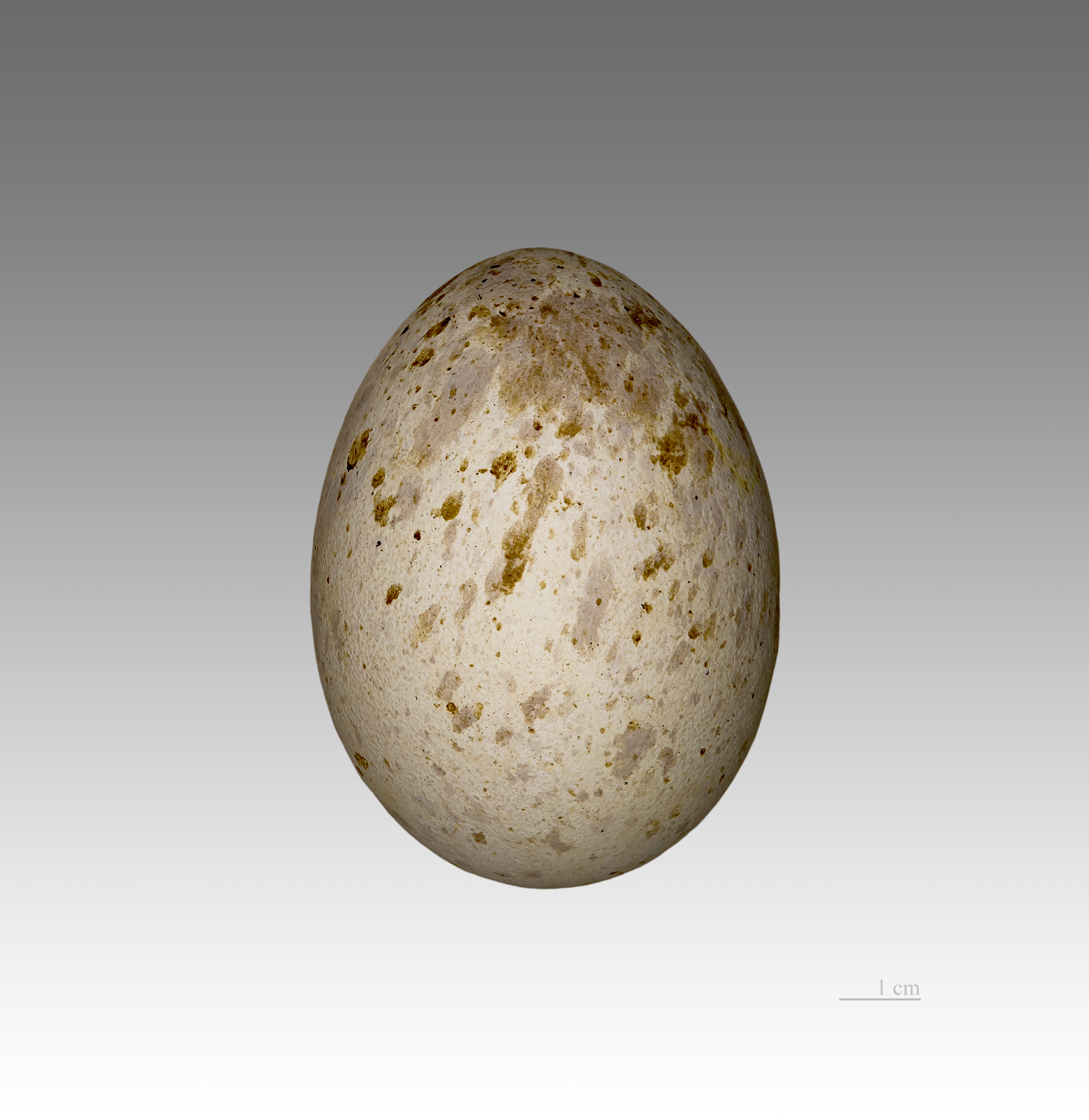
Aquila spilogaster

非洲隼雕（學名：Aquila spilogaster）是一種猛禽，牠們一般會在多樹木的山上出現，在樹木的交叉枝幹上建造一個直徑大約1米的鳥巢。
非洲隼雕身長55到68公分，上半身呈黑色。牠們會狩獵哺乳動物、爬行動物及鳥類，牠們會發出尖銳的kluu-kluu-kluu的叫聲。